# 알바 로르바케르
알바 카테리나 로르바케르(이탈리아어: Alba Caterina Rohrwacher, 1979년 2월 27일 ~ )는 이탈리아의 배우이다. 피렌체 출신으로, 어머니는 이탈리아인, 아버지는 독일인이다. 2009년 2월 제59회 베를린 국제영화제에서 ‘유럽의 젊은 연기자들상(Shooting Stars Award)’을 수상했다. 2008년 영화 《조반나의 아버지》로 다비드 디 도나텔로상 여우주연상을, 2010년 영화 《소수의 고독》으로는 나스트로 디아르젠토 여우주연상을, 그리고 2014년 영화 《헝그리 하트》로 베네치아 영화제에서 볼피컵 여우주연상을 수상했다.

## 대표 작품
- 데이즈 앤 클라우즈 (2007)
- 조반나의 아버지 (2008)
- 사랑하고 싶은 시간 (2010)
- 소수의 고독 (2010)
- 헝그리 하트 (2014) - 미나 역
- 더 원더스 (2014)
- 타지마할 (2014)
- 테일 오브 테일즈 (2015)
- 스웨어 버진 (2015)
- 신부 만세! (2015)
- 알래스카 (2015)
- 드 제스 (2015, 단편)
- 퍼펙트 스트레인지 (2016)
- 스크리브 (2016)
- 이스마엘의 유령 (2017)
- 도터 오브 마인 (2018)
- 루시아스 그레이스 (2018)
- 행복한 라짜로 (2018)
- 키메라 (2023) - 프리다 스파르타코 역
- 마리아 (2024) - 브루나 루폴리 역